# Bopyrosa phryxiformis
Bopyrosa phryxiformis är en kräftdjursart som beskrevs av Hugo Frederik Nierstrasz och Brender à Brandis 1923. Bopyrosa phryxiformis ingår i släktet Bopyrosa och familjen Bopyridae. Inga underarter finns listade i Catalogue of Life.